# Рэй, Мэри Жозефина
Мэри Жозефина Рэй (англ. Mary Josephine Ray, урожденная Арсено; 17 мая 1895 — 7 марта 2010) — канадо-американская долгожительница. На момент смерти она была вторым по старшинству живущим человеком в мире, жившим после Камы Тинэн из Японии, которая была всего на неделю старше Мэри. После смерти Гертруды Бейнс 11 сентября 2009 года, Рэй стала старейшим живущим человеком в США.

## Биография
Мэри Жозефина родилась в Блумфилде, на острове принца Эдуарда во франко-канадской семье Сабин Арсено и Лиди Энн Бланшар. Её отец умер, когда ей было 7 лет, а мать скончалась, когда Мэри было 15.
Она жила одна, работая на фабриках в штате Мэн. В 1920 году она вышла замуж за Уолтера Рэя (умер в 1967 году) и переехала в Нью-Гемпшир. Позже она переехала во Флориду в возрасте 80 лет и жила там одна до 100 лет, когда её семья привезла её обратно в Нью-Гэмпшир. В возрасте 102 лет она переехала в дом престарелых, когда семья почувствовала, что они больше не могут заботиться о ней дома. Она умерла 7 марта 2010 года в возрасте 114 лет. После её смерти старейшим живущим жителем США стала Нева Моррис.

## Хобби
Рэй следила, насколько это возможно, за бостонской бейсбольной командой «Ред Сокс». После просмотра бейсбольных матчей она часто ела торт и мороженое. На свой 108-й день рождения она слушала песню «Возьми меня на игру в мяч» и ела торт с символикой «Ред Сокс». Фред Хейл, который дожил до возраста 113 лет 354 дня, также был поклонником этой команды.

## Рекорды долголетия
- Второй по возрасту верифицированный живой человек с 11 сентября 2009 года, до самой смерти.
- Старейший живущий человек в США с 11 сентября 2009 года, до её смерти.
- Она была старейшим человеком когда-либо жившим в Нью-Гэмпшире.
- Была старейшим человеком, когда-либо родившимся на острове принца Эдуарда.
- Была четвёртым старейшим человеком, когда-либо родившимся в Канаде.